# Ilulissat Lufthavn
Ilulissat Lufthavn (IATA: JAV, ICAO: BGJN) (grønlandsk:Mittarfik Ilulissat) er en grønlandsk flyveplads beliggende i Ilulissat (Jakobshavn) med en asfaltlandingsbane på 845 m x 30 m. I 2008 var der 36.630 afrejsende passagerer fra flyvepladsen fordelt på 2.504 starter (gennemsnitligt 14,63 passagerer pr. start).
Ilulissat Lufthavn drives af Mittarfeqarfiit, Grønlands Lufthavnsvæsen. Statens Luftfartsvæsen fører tilsyn med flyvepladsen.
Transport fra Ilulissat til resten af Diskobugten kan enten foregå med helikopter eller båd.

## Eksterne links
- AIP for BGJN fra Statens Luftfartsvæsen Arkiveret 13. marts 2013 hos  Wayback Machine